# کاخ مرمر (سنت پترزبورگ)
کاخ مرمر (روسی: Мраморный дворец) یکی از نخستین کاخ‌های نئوکلاسیک در سن پترزبورگ، روسیه است. این کاخ در میان میدان مارس (سن پترزبورگ) و اسکله پالاس واقع شده و کمی به سمت شرق از کاخ نیو مایکل قرار دارد.

## طراحی و مالکان پیش از سال ۱۹۱۷
این کاخ به‌عنوان هدیه‌ای از سوی ملکه کاترین دوم برای کنت گریگوری اورلوف، محبوب‌ترین و قدرتمندترین اشراف‌زاده روسی دهه ۱۷۶۰ ساخته شد. ساخت آن در سال ۱۷۶۸ بر اساس طراحی‌های آنتونیو رینالدی (معمار) آغاز شد که پیش‌تر در تزئین کاخ بزرگ کاخ کازرتا در نزدیکی ناپل نقش داشت و ساخت آن ۱۷ سال به طول انجامید.
کاخ مرمر نام خود را از تزئینات باشکوهش با انواع مختلف سنگ مرمر چندرنگ گرفته است. گرانیت دانه‌درشت فنلاند در طبقه همکف به شکلی ظریف با مرمر صورتی صیقلی کارلیا در ستون‌نماها و مرمر سفید رشته‌کوه اورال در سرستون‌ها و گل‌بست‌ها در تضاد است. پنل‌هایی از مرمر خاکستری مایل به آبی رگه‌دار اورال طبقات را از یکدیگر جدا می‌کنند، در حالی که دولومیت تالین برای تزئین کوزه‌ها به کار رفته است. در مجموع، ۳۲ طیف متفاوت از مرمر برای تزئین کاخ استفاده شده است.
طرح بنا به شکل ذوزنقه است و هر یک از چهار نما (ساختمان) آن، با وجود تقارن دقیق، طراحی متفاوتی دارد. یکی از نماها حیاطی فرورفته را پنهان می‌کند که بین سال‌های ۱۹۳۷ تا ۱۹۹۲ یک خودروی زرهی مورد استفاده ولادیمیر لنین در جریان انقلاب اکتبر در آن به نمایش گذاشته شده بود. امروزه این حیاط با تندیس اسب‌سواری قدرتمند از الکساندر سوم، امپراتور روسیه که مشهورترین اثر مجسمه‌ساز پائولو تروبِتسکوی است، برجسته شده است. پیش‌تر این تندیس در میدان وسستانیا، مقابل ایستگاه راه‌آهن مسکو قرار داشت.
فدوت شوبین، میخائیل کوزلوفسکی، استفانو تورلی و سایر صنعتگران روس و خارجی، تزئینات داخلی کاخ را انجام دادند. در سال‌های ۱۷۹۷ تا ۱۷۹۸، این ساختمان به استانیسلاو آگوست پونیاتوفسکی، آخرین پادشاه مشترک‌المنافع لهستان–لیتوانی، اجاره داده شد. پس از آن، کاخ به دوک بزرگ کنستانتین پاولوویچ و وارثان او از شاخه کنستانتینوویچی دودمان رومانوف تعلق گرفت.
در سال ۱۸۴۳، دوک بزرگ کنستانتین نیکالایویچ روسیه تصمیم گرفت کاخ را بازطراحی کند و آن را به نام کاخ کنستانتین تغییر نام داد. وی الکساندر برولوف را به‌عنوان معمار منصوب کرد. از بازطراحی آن زمان، تنها پلکان اصلی و سالن مرمر باقی مانده‌اند.